# Joint Dark Energy Mission

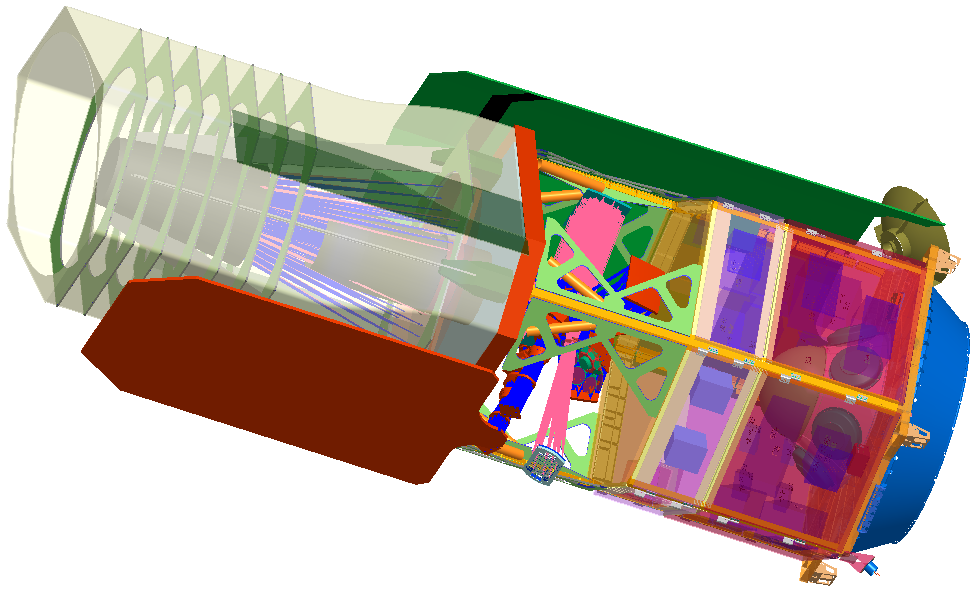
Concept proposé de JDEM

Joint Dark Energy Mission (mission conjointe énergie sombre) ou JDEM est un projet de satellite scientifique en cours d'évaluation du programme au-delà d'Einstein qui regroupe un ensemble de projets de la NASA destiné à tester les limites de la théorie de la relativité. JDEM doit observer les effets de l'énergie sombre. JDEM est un partenariat entre la NASA et le département de l'Énergie des États-Unis.